# Dostępowe sieci kablowe
Dostępowe Sieci Kablowe (linia dostępowa kablowa) – linia, która łączy przełącznik rdzeniowy z danym punktem zasilającym w budynku.

## Materiały z jakich może być zbudowana linia kablowa
- Opancerzone kable metalowe
- Nieopancerzone kable metalowe
- Dielektryczne kable światłowodowe nieopancerzone
- Dielektryczne kable światłowodowe opancerzone

## Sposoby budowania sieci trakcyjnej
- Sieć rozdzielcza podziemna – sieć taka budowana jest we wszystkich obszarach miast, a niekiedy poza nimi.
- Sieć rozdzielcza nadziemna – sieć taka budowana jest w szczególności w regionach pozamiejskich

Sieć nadziemna jest tańsza, przez to lepsza na terenie wiejskim, ponieważ jest tam mała liczba odbiorców; budowa sieci doziemnej mogłaby okazać się nieopłacalna.

## Przykładowe normy budowy sieci kablowej
- ZN-02/TD S.A.-01 – Projekt i budowa sieci telekomunikacyjnej
  - Ogólne zasady projektowania i budowy sieci kablowej
  - Dokumentacja normatywna
  - Zasady oznaczania elementów sieci kablowych
- ZN-02/TD S.A.-02 – Projekt kanalizacji kablowych
- ZN-02/TD S.A.-03 – Budowa kanalizacji kablowej
- ZN-02/TD S.A.-04 – Projekt sieci dostępowych miedzianych
- ZN-02/TD S.A.-05 – Budowa sieci dostępowych miedzianych
- ZN-02/TD S.A.-06 – Projekt sieci abonenckich
- ZN-02/TD S.A.-07  - Budowa sieci abonenckich
- ZN-02/TD S.A.-08 – Projekt sieci optotelekomunikacyjnych
- ZN-02/TD S.A.-09 – Budowa sieci optotelekomunikacyjnych
- ZN-02/TD S.A.-10 – Projekt studni kablowych SKO
- ZN-02/TD S.A.-11 – Budowa studni kablowych SKO

## Podstawowe pojęcia techniki kablowej
- Przyłącze telekomunikacyjne – odcinek kanalizacji kablowej z kablem napowietrznym lub doziemnym przebiegającym między budynkiem a punktem dystrybucyjnym będącym na zewnątrz budynku umożliwiając podłączenie użytkownika do sieci.
- Stacja telekomunikacyjna – miejsce (budynek) w którym zainstalowano urządzenia telekomunikacyjne
- Stacja komutacyjna – miejsce (budynek) w którym zainstalowano urządzenia komutacyjne
- Stacja transmisyjna – miejsce (budynek) w którym zainstalowano urządzenia transmisyjne
- Moduł wyniesiony – moduł komutacyjny podpięty pod HOST, obsługujący użytkowników w strefie oddalonej od centrali macierzystej
- Centrala macierzysta „HOST” – stacja komutacyjna w sieci ODN obsługująca daną strefę/region
- Moduł dostępowy – urządzenie umożliwiające bezpośredni dostęp do sieci
- Linia międzymiastowa – linia łącząca dwie stacje HOST położone w różnych strefach
- Linia magistralna – linia łącząca HOST z nadajnikami/stacjami komutacyjnymi
- Linia dostępowa – linia łącząca stację komutacyjną z punktem sieci dystrybucyjnej
- Linia abonencka – linia łącząca punkt dystrybucyjny z punktem odbiorczym(abonenckim)
- Sieć międzymiastowa – linie międzymiastowe z pewnego obszaru mające połączone w centrali
- Sieć dostępowa – linie dostępowe z pewnego obszaru mające połączenie w centrali
- Sieć abonencka – linie abonenckie w określonym zespole obiektów (np. sieć wewnętrzna w budynkach) zakończone punktem dystrybucyjnym